# China Times
The China Times (китай.中國時報) — щоденна газета китайською мовою, що видається на Тайвані. Це одна з чотирьох найбільших газет Тайваню. Він належить компанії Want Want, яка також володіє телевізійними станціями CTV і CTiTV.

## Історія
The China Times була заснована в лютому 1950 року під назвою Credit News (кит. 徵信新聞), і зосереджено в основному на індексах цін. 1 січня 1960 року назву змінили на Credit Newspaper (кит. 徵信新聞報), щоденна газета з вичерпним висвітленням новин. Кольоровий друк був представлений 29 березня 1968 року, першою газетою в Азії, яка зробила цей крок. 1 вересня 1968 року назва знову змінилася на China Times, яка зараз базується в районі Ваньхуа, Тайбей.
Засновник, Юй Чі-чжун, помер у 2002 році, залишивши президентство газети своєму другому синові Юй Чієн-хсін. Старша донька Юй Чі-чжуна, Юй Фан-ін, є віце-президентом. Головою бюро є Лінь Шенфен (林聖芬), генеральним менеджером є Хуан Чао-сон (黃肇松), а головним редактором є Хуан Чін-лун (黃清龍).
У 2008 році China Times Group була продана компанії Want Want Holdings Limited, найбільшому виробнику рисових коржів на Тайвані. Видавнича компанія China Times була першою видавничою компанією на Тайвані, яка публічно випустила акції. 
Колись China Times керувала тайванською бейсбольною командою China Times Eagles, але скандал із ставками розпустив команду через сім років. Група China Times створила кілька благодійних організацій (Chinatimes Foundation і China Times Cultural Foundation). 
У 2019 році Financial Times опублікувала звіт, у якому стверджувалося, що China Times, а також Телебачення Chung T'ien, які також належать Want Want, отримували щоденні замовлення від Управління у справах Тайваню. Згодом Want Want China Times Media Group подала позови про наклеп проти Financial Times і оголосила про намір подати позови про наклеп проти будь-якої новинної організації, яка цитує звіт Financial Times. Репортери без кордонів назвали позов «образливим позовом про наклеп» і звинуватили Want Want у переслідуванні досвідченого журналіста. 11 березня 2021 року компанія Want Want припинила позов.

## Інші публікації та супутня діяльність
- The Commercial Times[en] (1978)
- The China Times (видання США) (1982)
- The China Times Express, опубліковані між 1988 і 2005 роками
- China Times Weekly Перше друковане видання вийшло 5 березня 1978 року як щомісячний журнал під назвою China Times Magazine . У 1988 році видання перейшло на щотижневий формат, що супроводжувалося зміною назви на China Times Weekly . Веб-сайт і цифрове видання було створено в 2019 році, а остаточне друковане видання було опубліковано 25 серпня 2021 року. [7]
- www.chinatimes.com (1995)
- Літературний додаток до China Times називається Human Realm (人間;).
- China Times пов’язана з японською газетою Daily Yomiuri, включаючи співпрацю між туристичною агенцією China Times і туристичною агенцією Daily Yomiuri.
- WantChinaTimes.com, заснований у 2010 році, є англомовним веб-сайтом китайських новин, що належить The China Times Group. [8] Сайт часто передруковує новини з англомовного видання підконтрольного КНР інформаційного агентства Сіньхуа . За словами Чієн-Чжун Хсу, професора Національного університету Донг Хва[en], «Want China Times, здається, є представником інформаційного агентства Xinhua на Тайвані».[9]

## Нагороди
- Премія China Times Open Book:

Заснована в 1989 році своїм літературним додатком «Відкрита книга», щорічні нагороди присуджуються в 50 категоріях книг, включаючи художню літературу, нон-фікшн і дитячу.

## Політична позиція
Після того, як у 2008 році China Times придбав прокитайський тайванський бізнесмен-магнат Цай Енг-Мен, голова Want Want, у 2008 році Times змінила редакційну позицію, більш прихильну до позицій Комуністичної партії Китаю. Відтоді його критикували за «дуже упереджене» на користь позитивних новин про Китай. В інтерв’ю Stand News у 2020 році анонімний журналіст Times описав, що редакційна позиція газети повністю змінилася після придбання Цая. Опитаний журналіст сказав, що газета зобов’язувала використовувати лексику, яка підтримує позицію КНР щодо Тайваню, і не дозволяла своїм репортерам висвітлювати теми, які можуть розглядатися як проти Китаю, такі як питання, пов’язані з протестами на площі Тяньаньмень у 1989 році. Сам Цай відкрито зізнався, що транслював рекламу від влади КНР.
До того, як Цай Енг-Мен купив її, політична позиція China Times була спрямована в бік синьої коаліції (за об’єднання), хоча вона вважалася більш поміркованою, ніж United Daily News. Відносини з націоналістичним урядом Гоміньдану в минулому були тісними, але коли американське видання China Times припинило виходити після справи про вбивство Чан Нана в жовтні 1984 року, China Times на знак протесту порвала з тодішнім президентом Гоміньдану Чан Чінг-куо. З 1980-х років China Times виробила більш ліберальну та продемократичну позицію, часто стурбована такими прогресивними питаннями, як соціальна справедливість чи екологічні проблеми. Протягом 1990-х років China Times часто підтримувала опозиційну Демократичну прогресивну партію, радше на основі лібералізму, а не незалежності Тайваню. Китайське телебачення (CTV) раніше належало Гоміньдану і було продано групі China Times у 2006 році.